# جيفري ليونارد
جيفري ليونارد (بالإنجليزية: Jeffrey Leonard)‏ هو لاعب كرة قاعدة أمريكي، ولد في 22 سبتمبر 1955 في فيلادلفيا في الولايات المتحدة.

## وصلات خارجية
- جيفري ليونارد على موقع دوري كرة القاعدة الرئيسي (الإنجليزية)
- جيفري ليونارد على موقعبيزبول رفرنس.كوم (الدوري الرئيسي) (الإنجليزية)
- جيفري ليونارد على موقعبيزبول رفرنس.كوم (الدوري الثانوي) (الإنجليزية)